# Доналд Гарпер
Доналд Гарпер (англ. Donald Harper, 4 червня 1932 — 30 листопада 2017) — американський стрибун у воду і гімнаст.
Призер Олімпійських Ігор 1956 року зі стрибків у воду.
Переможець Панамериканських ігор 1955 року з гімнастики.